# Gurlan
Gurlan (uzbeko: Gurlan; russo Гурлен) è una città dell'Uzbekistan. È il capoluogo del distretto di Gurlan nella regione di Xorazm (Khorezm) e ha una popolazione di 29.431 (calcolati per il 2010). La città si trova 40 km a nord di Urgench, nella parte più settentrionale della regione.